# Czerwony Klasztor (Egipt)
Czerwony Klasztor (ar. دير الأحمر - Dajr al-Ahmar) – jeden z dwóch dużych klasztorów Koptyjskiego Kościoła Ortodoksyjnego znajdujących się w pobliżu dzisiejszego miasta Sauhadż w Egipcie, ok. 5 km na północny zachód od Białego Klasztoru.
Założony przez Bishoi, ucznia św. Szenute, nawróconego rozbójnika.
Nazwa klasztoru związana jest z faktem, iż głównym surowcem użytym do budowy była wypalana cegła mułowa. O historii samego klasztoru wiadomo niewiele, m.in. ze względu na to, iż pozostawał on w cieniu sąsiedniego ośrodka. Jedynym budynkiem widocznym do czasów współczesnych jest bazylika nosząca wezwanie św. Biszoi (Piszoi) i wzniesiona najprawdopodobniej w V w. Jej forma jest zbliżona do kościoła w Białym Klasztorze - jest to trójnawowa bazylika z sanktuarium w formie trójkonchy. Tym razem brak jest śladów narteksu, występują natomiast pomieszczenia sąsiadujące z sanktuarium. Jedno z nich pełni funkcję baptysterium. Prawdopodobnie - analogicznie do kościoła w Białym Klasztorze - istniało tu również długie pomieszczenie, ciągnące się przy południowej ścianie bazyliki. Główne wejście znajduje się w środkowej części muru północnego i wiedzie wprost do naosu świątyni.